# Косфельд
Косфельд (нім. Coesfeld, ['koːsfɛlt]) — місто в Німеччині, знаходиться в землі Північний Рейн-Вестфалія. Підпорядковується адміністративному округу Мюнстер. Входить до складу району Косфельд.
Площа — 141,05 км2. Населення становить 36 182 ос. (станом на 31 грудня 2020).

## Географії

### Сусідні міста та громади
Кесфельд межує з 5 містами / громадами:
- Дюльмен
- Гафіксбек
- Біллербек
- Ноттульн
- Зенден

## Галерея

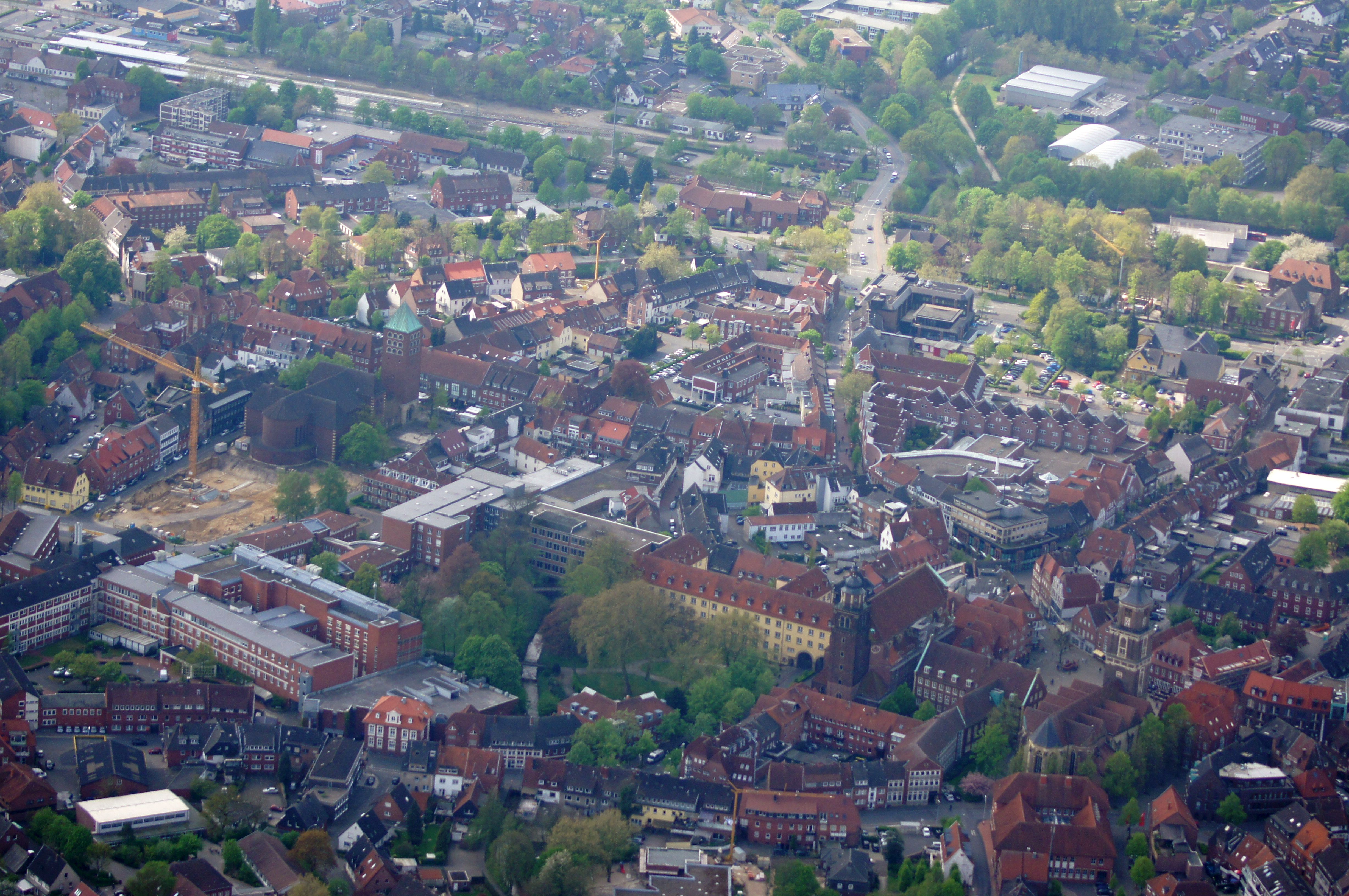
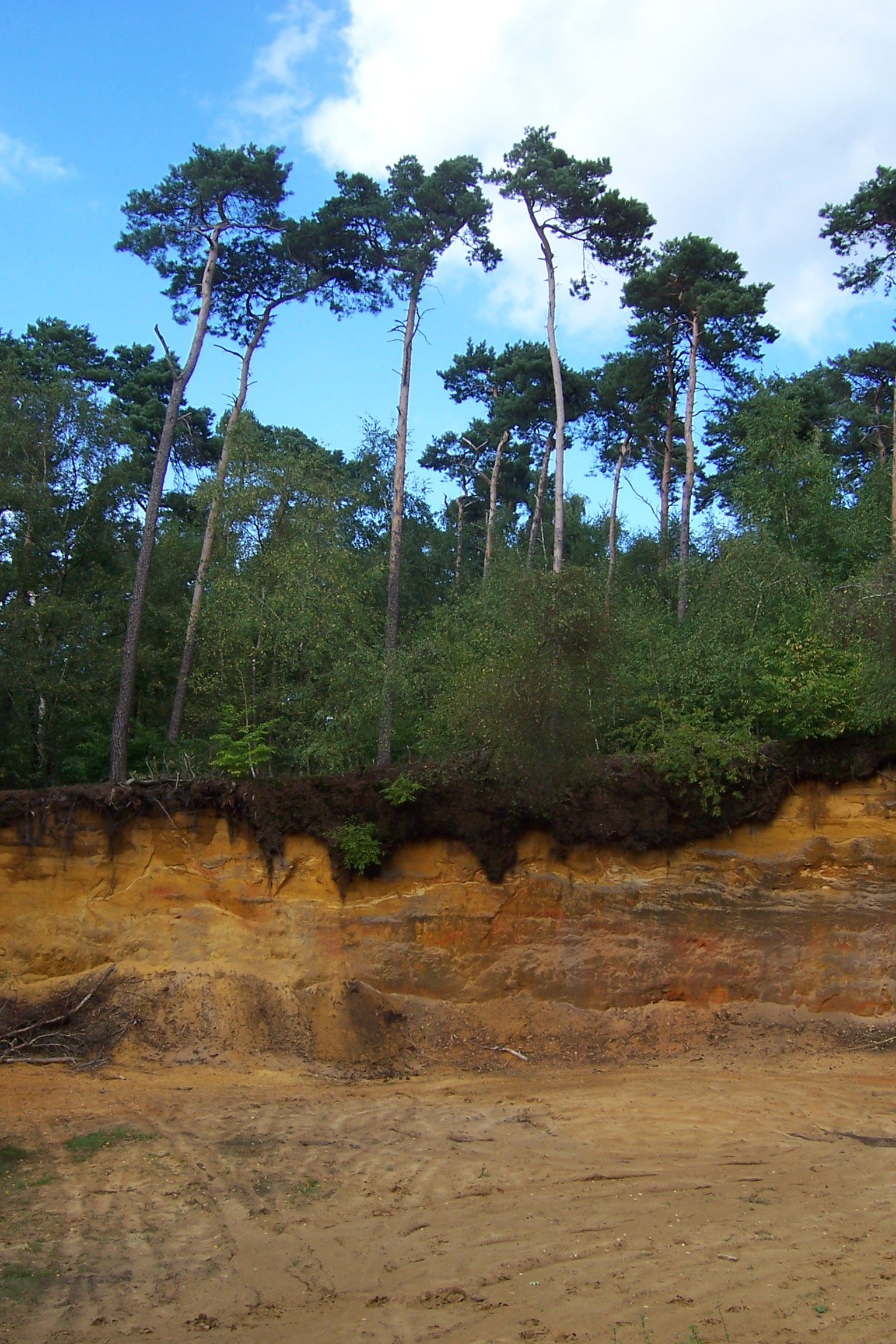
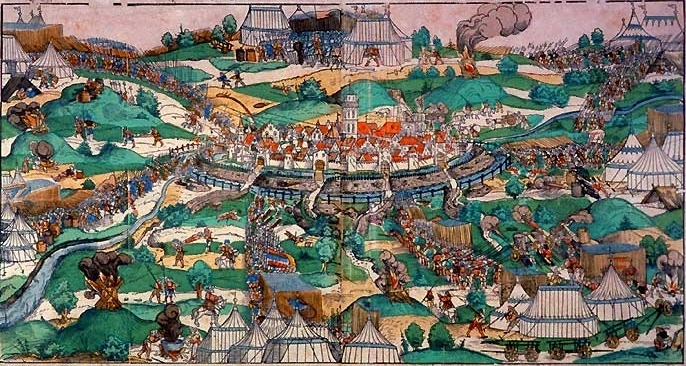
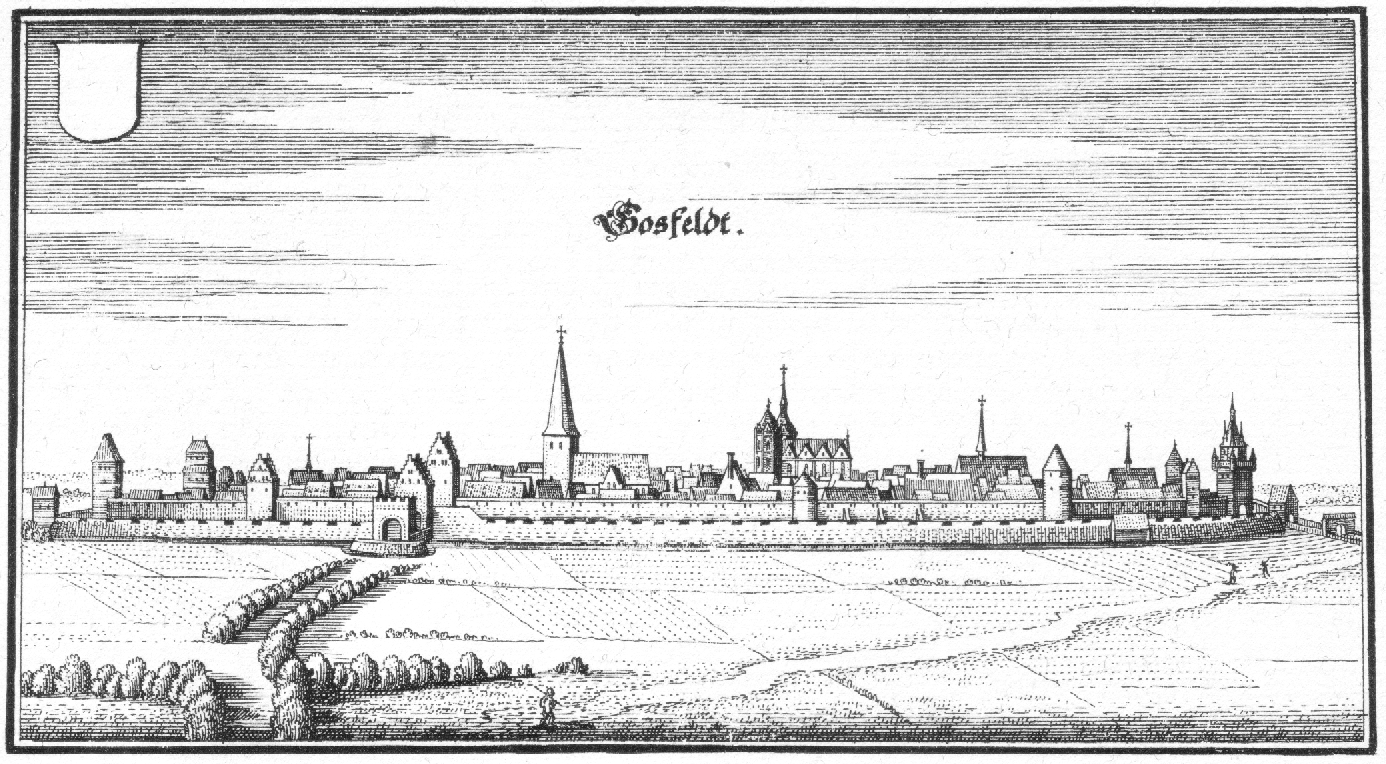
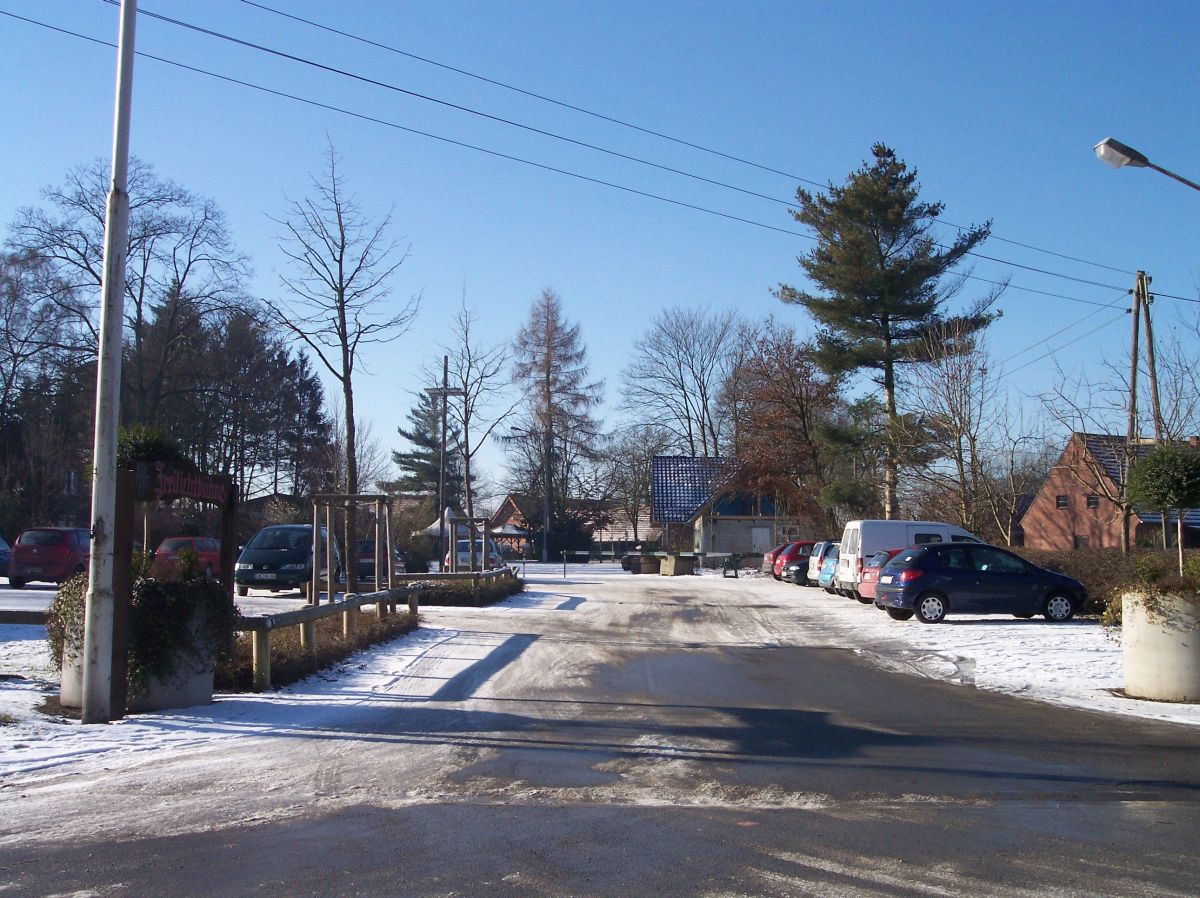
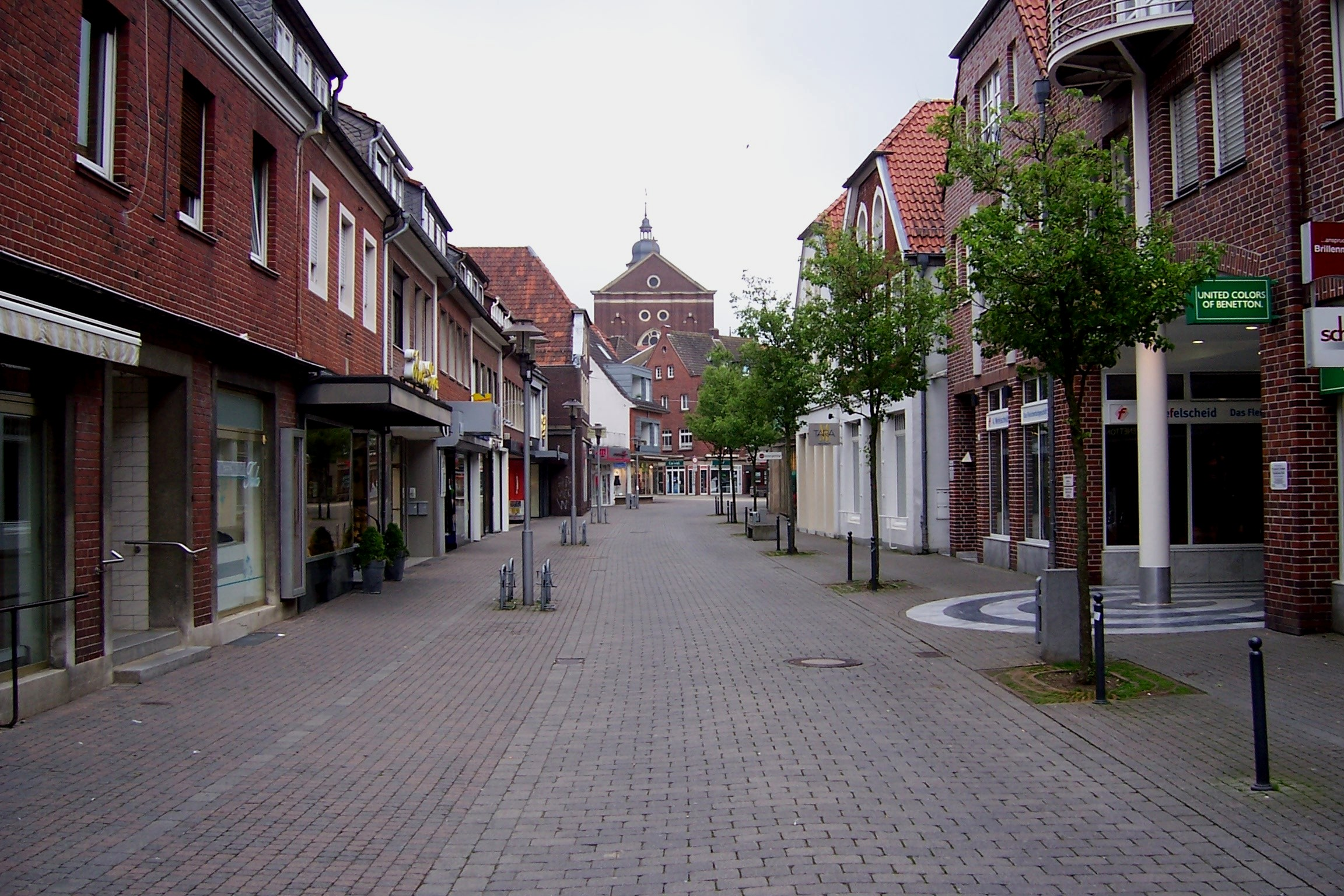